# Lackeya
Lackeya là một chi thực vật có hoa trong họ Đậu.